# Hans Johow
Hans Johow (* 5. März 1856 in Oldisleben (Thüringen); † 10. November 1893 in Berlin) war ein Schiffbauingenieur. Er wurde in der Fachwelt bekannt durch die Veröffentlichung von „Johows Hilfsbuch für den Schiffbau“.

## Hans Johow – Studium an der Königlichen Gewerbeakademie, heute TU-Berlin

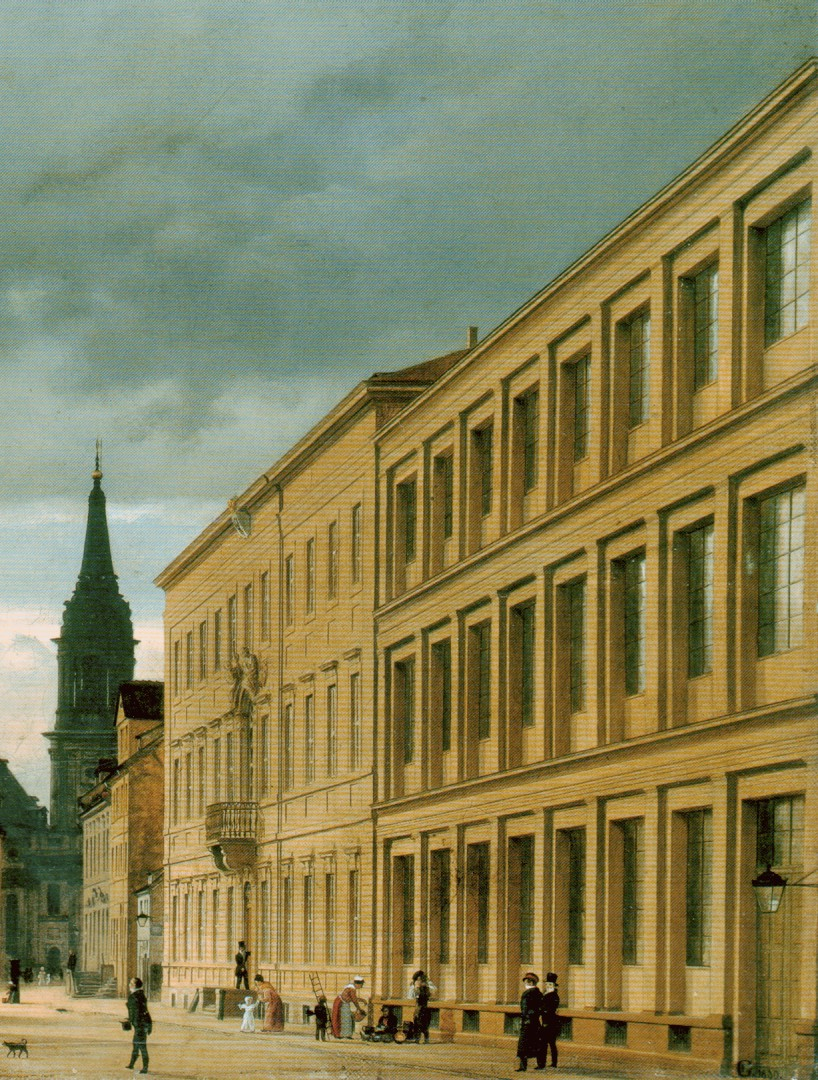
Hier studierte Johow Schiffbau

Hans Johow wurde am 5. März 1856 in Oldisleben (Thüringen) unter dem Namen Oscar Heinrich Baum geboren. 1857 adoptierten ihn der spätere Berliner „Geheime Ober-Justizrath“ am dortigen Kammergericht, Reinhold Johow, und seine Ehefrau Marie geb. Hallervorden unter dem Namen Hans Heinrich Oscar Johow.
Eine kurze Ausbildung genoss er von 1873 bis 1874 im Zeichenbüro bei der 1857 gegründeten Stettiner Maschinenbau Actien-Gesellschaft Vulcan.
Von 1875 bis 1879 studierte er Schiffbau an der Berliner Königlichen Gewerbeakademie, der Vorläuferin der heutigen Technischen Universität Berlin. Anschließend leistete er den damals obligatorischen einjährigen Militärdienst ab, seiner eigenen Aussage nach bei der „Küsten- und Festungsartillerie“, scheinbar in Cuxhaven.

## Marine-Ingenieur-Aspirant Kaiserlichen Werft Kiel
Im Januar 1881 erfolgte sein Dienstantritt als „Marine-Ingenieur-Aspirant“ in der Kaiserlichen Werft Kiel. 1886 wird er als „Schiffbau-Ingenieur“ der Kaiserlichen Werft in Kiel geführt und ein Jahr später erfolgte seine Aufnahme in die „Royal Institution of Naval Architects“ (R. I. N. A.), London. Hans Johow heiratete am 26. Oktober 1888 in Belum/Amt Neuhaus (Elbe) in Niedersachsen die „Haustochter“ Meta Wisch, welche dort am 8. Dezember 1867 geboren wurde. Beruflich wurde er am 24. März 1890 zum „Marine-Schiffbau-Ingenieur 1. Klasse“ befördert, welcher dann 1891 die zum „Marine-Baumeister“ folgen sollte. Neben seiner Tätigkeit auf der Kaiserlichen Werft in Kiel lässt sich Hans Johow in den Akten des Freiburger Bundes-Archivs/Militärarchivs als Dozent an der damaligen Marine-Akademie in Kiel nachweisen.

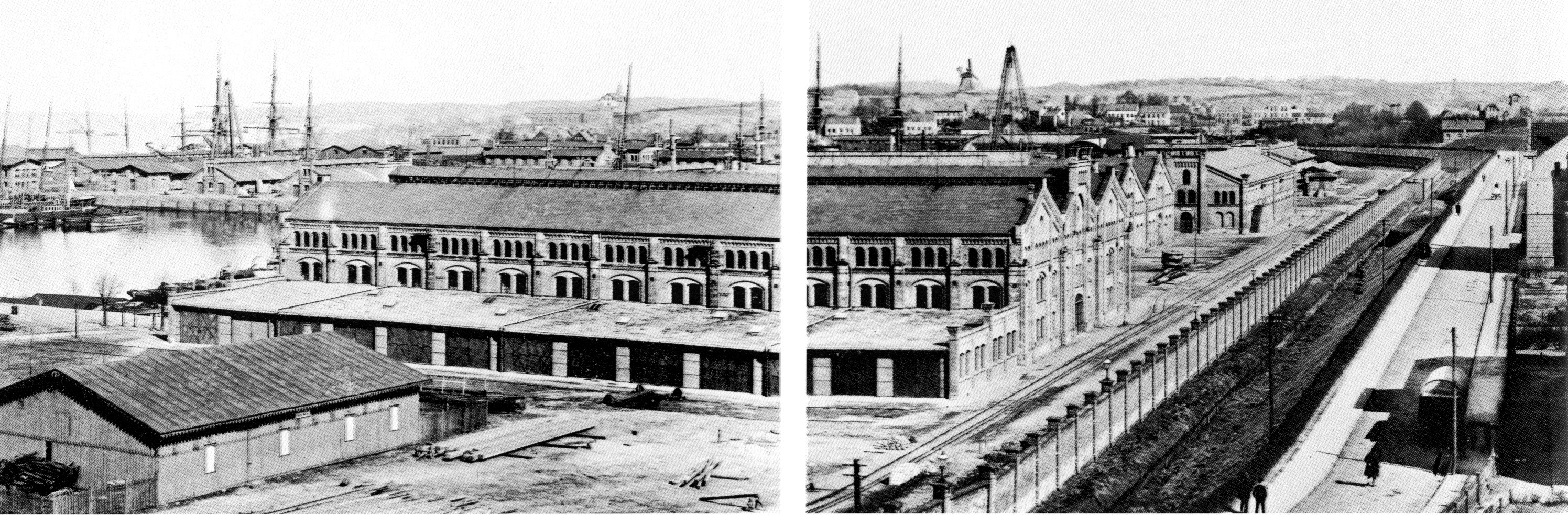
Als „Marine-Ingenieur-Aspirant“ in der Kaiserlichen Werft Kiel

Am 21. Januar 1892 wurde Hans Johows Abschiedsbewilligung seitens der Kaiserlichen Werft Kiel stattgegeben, verbunden mit einer gesetzlichen Pension und der Versetzung in den Ruhestand. Im Alter von nur 37 Jahren verstarb Hans Johow am 10. November 1893 in Berlin.

## Johows Hilfsbuch für den Schiffbau
So wurde es in den späteren Auflagen genannt, die erste erschien 1884 im Berliner „Julius Springer Verlag“. Die späteren Auflagen erschienen unter dem Namen „Johow-Krieger“ (2. Auflage 1902, 3. Auflage 1910) und wurde von Eduard Krieger und anderen Autoren ergänzt. Die 4. und 5. Auflage (1920, 1928) wurden von Ernst Foerster als „Johow-Foerster“ weitergeführt. Dieses Werk hatte sich inzwischen zum Standardwerk entwickelt, war im Umfang erheblich gewachsen und erschien daher in zwei Bänden. Erstaunlich ist, dass Johow es bereits im Alter von 28 Jahren verfasst hatte.
1888/89 erschien sein zweites Fachbuch: Die Kreuzer Korvette „Problem“. Eine nautisch technische Studie. Es wurde vom Verlag Lipsius & Tischer, Kiel und Leipzig, herausgebracht und wurde nicht so bekannt wie sein erstes Werk. Im Vorwort zur kommentierten Neuausgabe dieses Buches heißt es: „Erstaunlich ist, dass er die Berechnungen teilweise bis in die vierte Stelle nach dem Komma durchgeführt hat“. Der Grund für diese Neuausgabe ist der dortigen „Einführung“ zu entnehmen, wo es heißt: „Aus unserer Sicht dokumentiert die Studie die damalige Arbeit eines Schiffbauingenieurs mit den ihm zu Verfügung stehenden Mitteln“.